# USS Stark (FFG-31)
USS Stark (FFG-31) – dwudziesta trzecia amerykańska fregata rakietowa z serii okrętów typu Oliver Hazard Perry. Jednostkę nazwano imieniem admirała Harolda Rainsforda Starka (1880–1972). Okręt stał się ofiarą jedynego skutecznego ataku rakietowego przeciwko okrętowi US Navy.

## Historia
Stępkę pod budowę okrętu położono w stoczni Todd Pacyfic Shipyard w Seattle, w stanie Waszyngton 24 sierpnia 1979. Wodowanie miało miejsce 30 maja 1980, a oddanie do służby 23 października 1982. Okręt wycofano ze służby 7 maja 1999. Złomowanie jednostki nastąpiło w 2006.

## Atak rakietowy
USS „Stark” został przydzielony do floty amerykańskiej działającej w rejonie Bliskiego Wschodu w 1984 i 1987. 17 maja 1987 okręt został trafiony przez dwa pociski przeciwokrętowe Exocet, wystrzelone przez iracki samolot. Początkowo podawano, że pociski wystrzelono z myśliwców Mirage F1. Według nowszych publikacji jednak, pociski przenoszone były przez zmodyfikowany odrzutowiec dyspozycyjny Falcon 50, dostosowany do szkolenia pilotów i dysponujący większym zasięgiem. Atak prawdopodobnie był pomyłką i miał związek z toczoną wtedy wojną iracko-irańską, w czasie której celem ataków obydwu stron były jednostki znajdujące się w rejonie Zatoki Perskiej. Rząd iracki przyznał, że pomylono okręt z tankowcem.

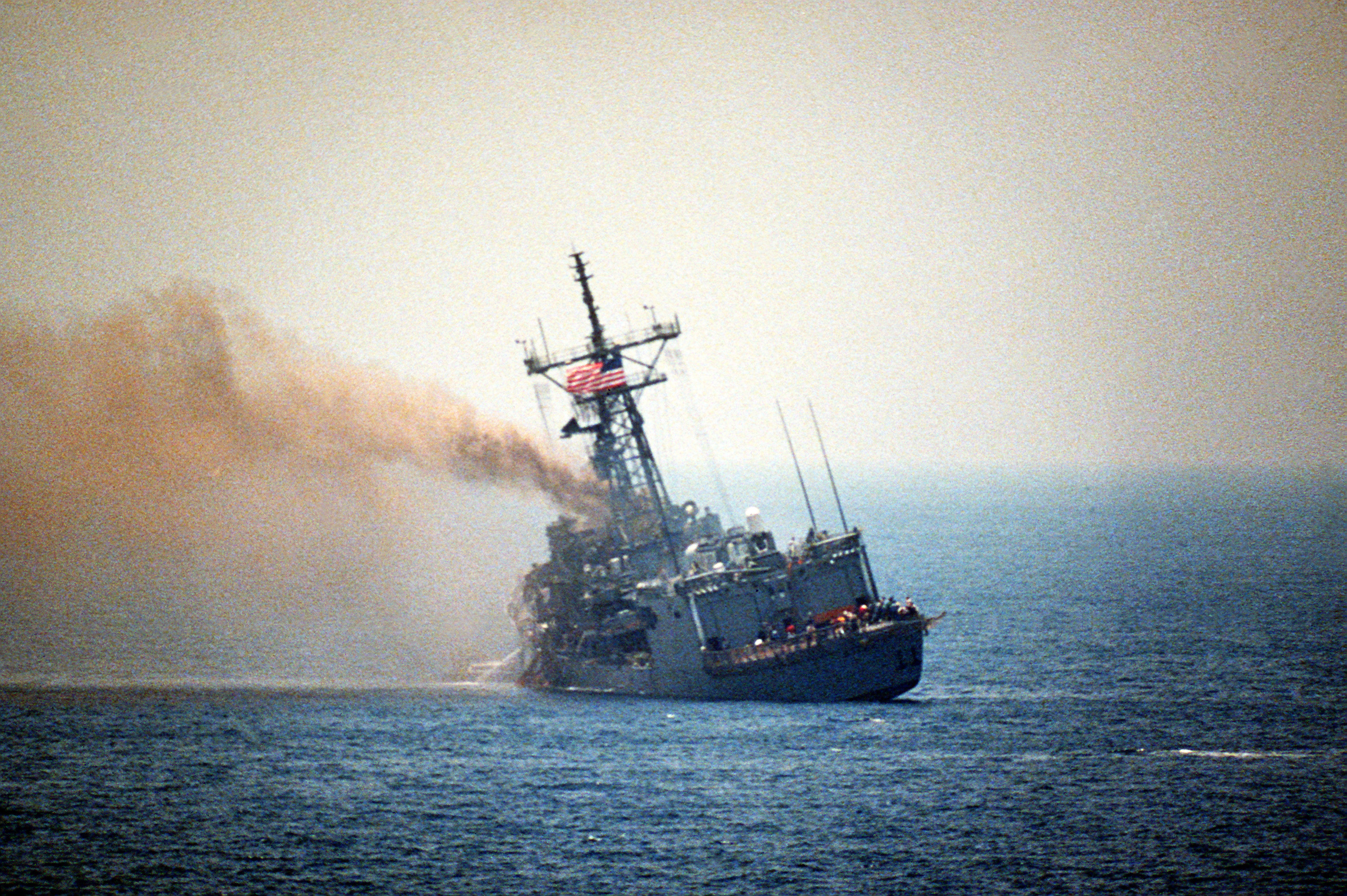
USS Stark trafiony pociskami Exocet

„Stark” nie wykrył za pomocą radaru zbliżających się pocisków i dlatego zostały one wykryte dopiero za pomocą obserwacji wzrokowej tuż przed uderzeniem w okręt. Pierwszy pocisk trafił okręt w lewą burtę pod pomostem dowodzenia. Głowica pocisku nie eksplodowała, jednak resztki paliwa rakietowego wywołały na okręcie pożar. 25 sekund później prawie w to samo miejsce uderzył drugi pocisk, którego głowica eksplodowała w pomieszczeniach załogi. W wyniki wybuchu i pożaru na okręcie zginęło 37 marynarzy, a 21 zostało rannych. „Stark” dopłynął do Bahrajnu w celu przeprowadzenia prowizorycznych napraw, a następnie powrócił do Stanów Zjednoczonych, gdzie za 142 mln dolarów w stoczni Ingalls Shipbuilding został wyremontowany i przywrócony do służby.